# Szentbékkálla

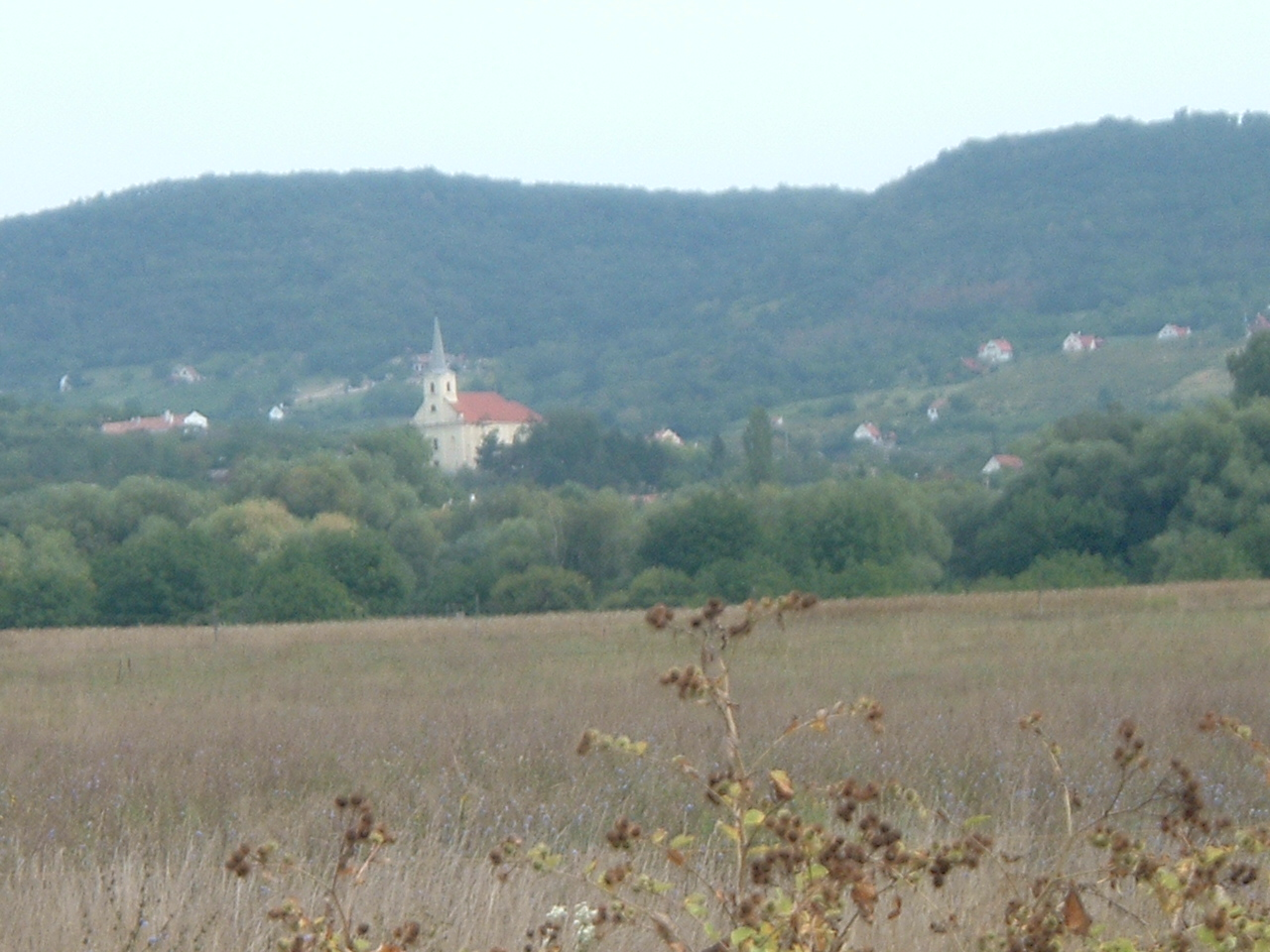
Blick auf Szentbékkálla

Szentbékkálla ist eine ungarische Gemeinde im Kreis Tapolca im Komitat Veszprém.

## Geschichte
Die Römer haben schon früh entdeckt, dass die Provinz Pannonia ein sehr beliebtes Land war. Nach der Völkerwanderung siedelte sich in den neunziger Jahren des neunten Jahrhunderts einer der Führer der landnehmenden Ungarn, Kál Horka, mit seinem Stamm hier an. Seither ist eine ständige ungarische Nachfolge gegeben. Im Mittelalter gab es im Dorf ein Kloster des Benediktinerordens.
Dies erklärt auch den Namen des Dorfes, der früher Szentbenedekkál lautete: Er setzt sich aus Szentbenedek (Heiliger Benedikt) und dem Namen des Stammesführers Kál zusammen. Das in alten Dokumenten erstmals im 13. Jahrhundert erwähnte Dorf besteht im Kern aus Häusern des 18. und 19. Jahrhunderts. Im Sommer 2012 wurden alle Häuser an eine zentrale Kanalisation angeschlossen.

## Natur
Seit 1984 ist das Kalibecken Naturschutzgebiet, ein von den Schäden der modernen Zeit fast unberührtes archaisches Land. Hier sind Feigen, Mandeln, Kastanien, Lavendel und Rosmarin beheimatet. Mit der submediterranen Vegetation gedeihen hier Steinwacholder und Heidekraut. Interessant ist das Zusammentreffen von Alpen- und Atlantikvegetation. Auch Wildenten und Gänse, Schwarzstörche, Löffler und diverse Reiher fühlen sich hier heimisch. Ganz in der Nähe von Szentbékkálla liegt das «Steinerne Meer». Steine und Felsen liegen so, wie wenn sie ein Riese verstreut hätte. Es ist ein Rätsel, woher die über einer acht Meter dicken Sandschicht liegenden, zum Teil hausgrossen Felsbrocken kommen.

## Wirtschaft
Die Einwohner betreiben Wein-, Obst- und Ackerbau oder führen kleine Pensionen. Besonders dem Weinbau wird eine große Bedeutung zugemessen. So hat beinahe jedes Haus einen eigenen Weinkeller und auf dem Wappen des Dorfes ist eine Weintraube abgebildet.

## Gemeindepartnerschaft
- Dürnten, Schweiz (2001–2019)[3]

## Sehenswürdigkeiten
- Heimatmuseum (Helytörténeti Múzeum)
- Römisch-katholische Kirche Gyümölcsoltó Boldogasszony, erbaut 1790 bis 1799, Barock

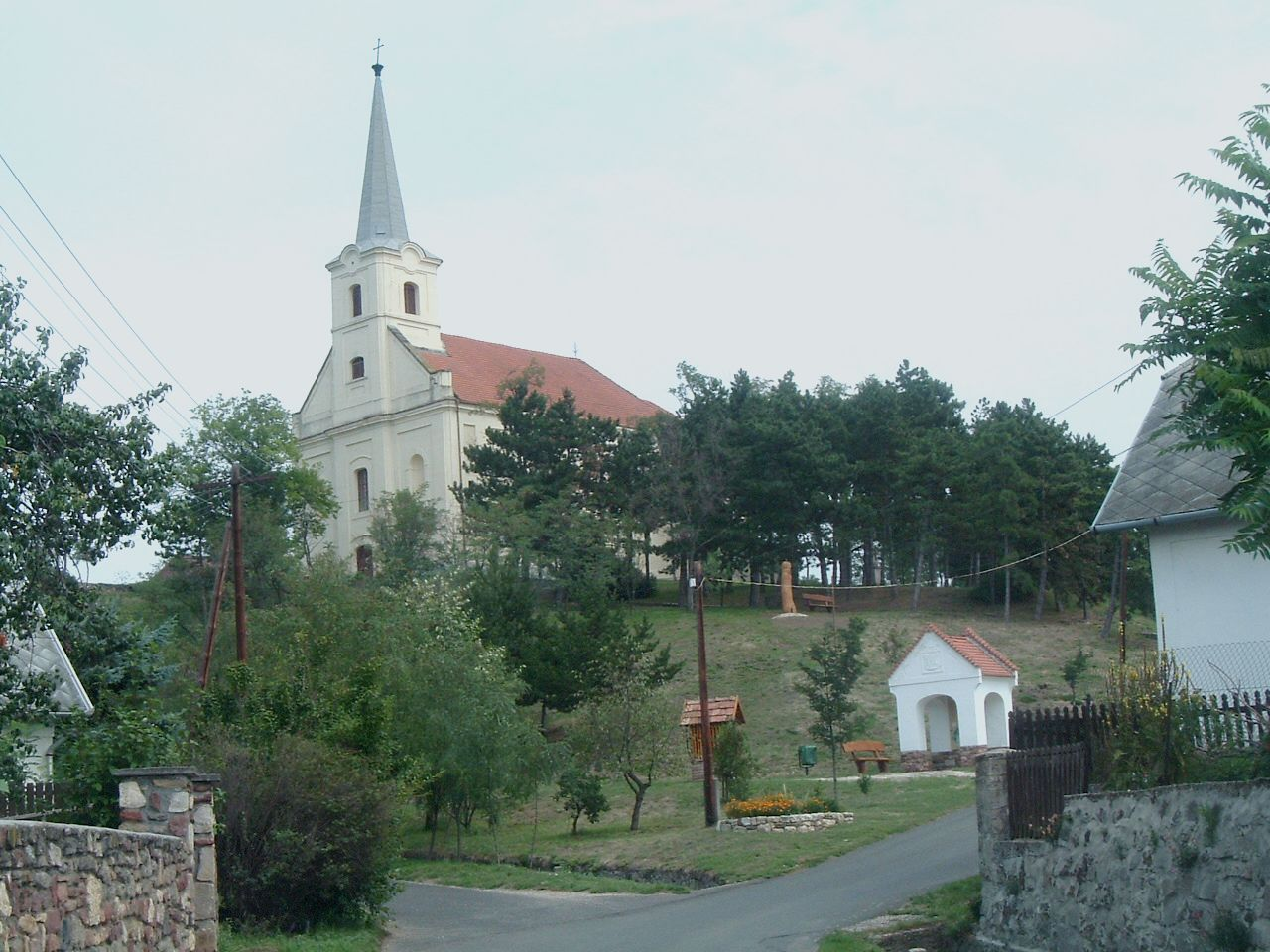
Römisch-katholische Kirche Gyümölcsoltó Boldogasszony in Szentbékkálla

## Verkehr
Durch Szentbékkálla verläuft die Nebenstraße Nr. 73135. Der nächstgelegene Bahnhof befindet sich ungefähr 10 Kilometer südlich in Ábrahámhegy.